# Palazzo Stella

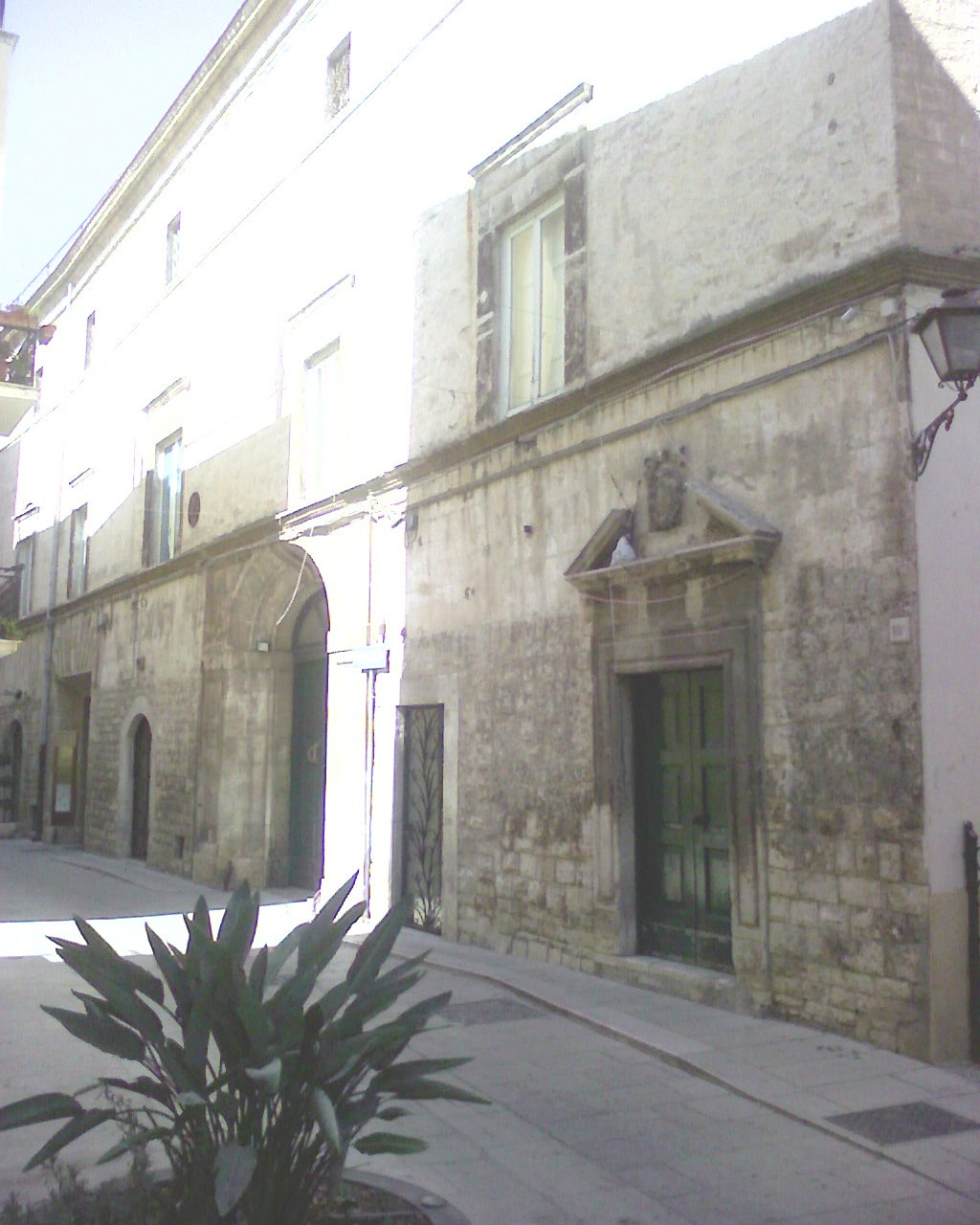
Facciata del palazzo

Il Palazzo Stella, poi divenuto uno dei palazzi Pilolli (ora maggiormente noto col nome di Palazzo Colavecchio) è un palazzo storico di Modugno (BA) che sorge nella centralissima via Conte Rocco Stella.

## Storia
La prima parte del palazzo venne costruita nel 1645, mentre la seconda parte risale al 1729. I lavori furono commissionati da Domenico Antonio Stella, nipote di Rocco. Il capostipite del ramo modugnese della famiglia Stella, Francesco, effettuò dei lavori per ingrandire il palazzo di famiglia con un giardino di agrumi e altri frutti. 
Nel 1750 il palazzo passò alla famiglia De Rossi (per notizie sulla famiglia De Rossi vedi: Palazzo della Regina Bona (Modugno)) e nell'Ottocento, con l'estinzione del ramo modugnese della famiglia De Rossi, la proprietà passò a Francesco Pilolli e ai suoi tre figli: Eustachio, Pietro e Giovanni (per notizie sulla famiglia Pilolli e su un altro palazzo di loro proprietà vedi: Palazzo Pilolli (Modugno)). 
La figlia di Eustachio Pilolli, Margherita, sposò l'avvocato Domenico Di Ciaula; la loro figlia Maria Cristina, sposò il medico Antonio Colavecchio. L'avvocato Paolo Colavecchio, figlio di Antonio e di Maria Cristina Di Ciaula ha provveduto al restauro della struttura portandola allo stato originario.

## Descrizione
Il palazzo è il risultato dell'aggregazione di due differenti corpi di fabbrica.
La sua facciata presenta il bugnato caratteristico dello stile tardo-rinascimentale che accomuna la maggior parte dei palazzi storici modugnesi. 
Il bugnato del primo livello, lascia spazio al piano superiore ad una facciata in tufo liscio con diverse finestre. Il palazzo ha due ampi portali, uno di forma rettangolare, l'altro con arco a tutto sesto.
La struttura comprende anche la Cappella di Sant'Anna e tre ali di interesse culturale ove vengono organizzate mostre, dibattiti e convegni: la “Galleria Arcaccio”, il “Centro Studi Le Volte” e il “Centro d'Arte Bona Sforza”, inaugurati rispettivamente nel 1972, 1980 e 1999.